# Urocitellus mollis
Urocitellus mollis — вид гризунів родини Sciuridae. Це ендемік регіону Великого басейну на заході США, де його можна знайти в деяких штатах Каліфорнія, Айдахо, Невада, Орегон, Юта та Вашингтон.

## Морфологічна характеристика
Довжина голови й тулуба досягає приблизно від 201 до 233 мм, довжина хвоста становить від 44 до 61 мм, тому він значно коротший за решту тіла. Вага від 80 до 200 г. Тварини мають однорідний димчасто-сірий колір спини з пісочним або рожевим відтінком без помітних відмітин і плям. Щоки та задні ноги мають червонуватий або іржаво-червоний колір, черевна сторона від білого до кремового кольору. Хвіст димчасто-сірий зверху і кольору кориці знизу. Порівняно з дуже схожим Urocitellus canus, U. mollis більший із більшим і вужчим черепом.

## Поведінка
Цей ховрах активний вдень, причому дорослі особини більш активні в сутінках, ніж молоді особини. Мешкає переважно в пустельних місцях, де переважає полин (Artemisia tridentata) та інші типові рослини. Часто живе біля джерел або зрошуваних полів. Середній ареал проживання цього виду оцінюється в 1357 м², вони утворюють колонії, але сім’ї та особини живуть окремо. У їх раціон входять трав'яниста рослинність, насіння; він також може їсти деякі частини кущів і тваринний матеріал. Вони часто харчуються культурами. Виходить із стану спокою наприкінці зими або ранньою весною (самці перед самками), але повертається до стану спокою протягом травня-липня, коли трави висихають.

## Відтворення
Цей вид будує великі системи нір, і дитинчата народжуються в гніздовій камері підземної нори. Цей вид розмножується в кінці січня — на початку березня, в залежності від місцевості. Посуха може пригнічувати розмноження. Вагітність триває 24 дні, і самки зазвичай мають розмір посліду від 5 до 10 з одним послідом на рік.